# ارباب حلقه‌ها: بازگشت پادشاه
ارباب حلقه‌ها: بازگشت پادشاه (انگلیسی: The Lord of the Rings: The Return of the King) یک فیلم ماجراجویی فانتزی حماسی به کارگردانی پیتر جکسون است که در سال ۲۰۰۳ منتشر شد. فیلم‌نامهٔ فیلم را فرن والش، فیلیپا بوینس و جکسون بر پایهٔ جلد سوم ارباب حلقه‌ها نوشتهٔ جی. آر. آر. تالکین به نگارش درآورده‌اند و پس از یاران حلقه (۲۰۰۱) و ارباب حلقه‌ها (۲۰۰۲) آخرین قسمت از سه‌گانهٔ ارباب حلقه‌ها به‌شمار می‌رود. بازگشت پادشاه دنبالهٔ داستان دو برج است و در آن فرودو، سم و گالوم راهی کوه نابودی در موردور می‌شوند تا حلقه یگانه را نابود کنند، اما از اهداف واقعی گالوم اطلاعی ندارند. در همین حین گندالف، آراگورن، لگولاس، گیملی و سایر افراد در حال متحد شدن با یکدیگر علیه سائورون و لژیون‌هایش در میناس تیریت هستند. بازیگران این فیلم الایجا وود، ایان مک‌کلن، لیو تایلر، ویگو مورتنسن، شان آستین، کیت بلانشت، جان ریس-دیویس، برنارد هیل، بیلی بوید، دامینیک مانهن، اورلاندو بلوم، هوگو ویوینگ، میراندا اتو، دیوید ونهام، کارل اربن، جان نوبل، اندی سرکیس، ایان هولم، و شان بین هستند.
تأمین بودجهٔ و توزیع بازگشت پادشاه بر عهدهٔ استودیوی آمریکایی نیو لاین سینما بود که همزمان با دو قسمت دیگر این سه‌گانه، به‌طور کامل در زادگاه جکسون، نیوزیلند، فیلم‌برداری و تدوین شد. اولین نمایش آن در ۱ دسامبر ۲۰۰۳ در تئاتر امبزی واقع در ولینگتون بود و در ۱۷ دسامبر ۲۰۰۳ در ایالات متحده و در ۱۸ دسامبر ۲۰۰۳ در نیوزیلند اکران شد. این فیلم از سوی منتقدان و تماشاگران تحسین شد. بازگشت پادشاه نقطهٔ عطفی در فیلم‌سازی و ژانر فانتزی دانسته شده، و از جلوه‌های بصری، اجراها، سکانس‌های اکشن، کارگردانی، فیلم‌نامه، موسیقی، طراحی صحنه و شدت هیجانی آن ستایش شد. این فیلم بیش از ۱٫۱ میلیارد دلار در سرتاسر جهان فروخت که آن را به پرفروش‌ترین فیلم سال ۲۰۰۳ و دومین فیلم پرفروش تاریخ در زمان اکرانش و همچنین پرفروش‌ترین فیلم منتشرشده توسط نیو لاین سینما تبدیل کرد.
مانند دیگر فیلم‌های این سه‌گانه، بازگشت پادشاه به‌طور گسترده‌ای به عنوان یکی از برترین و تاثیرگذارترین فیلم‌های ساخته شده شناخته می‌شود. این فیلم افتخارات متعددی دریافت کرد. در هفتاد و ششمین دوره جوایز اسکار تمام یازده جایزه‌ای را که برای آن‌ها نامزد شده بود، از جمله جایزهٔ بهترین فیلم را کسب کرد. همچنین پس از سه‌گانهٔ اصلی جنگ ستارگان، دومین مجموعه فیلمی بود که همه آثارش برندهٔ جایزهٔ اسکار بهترین جلوه‌های تصویری شدند.

## داستان

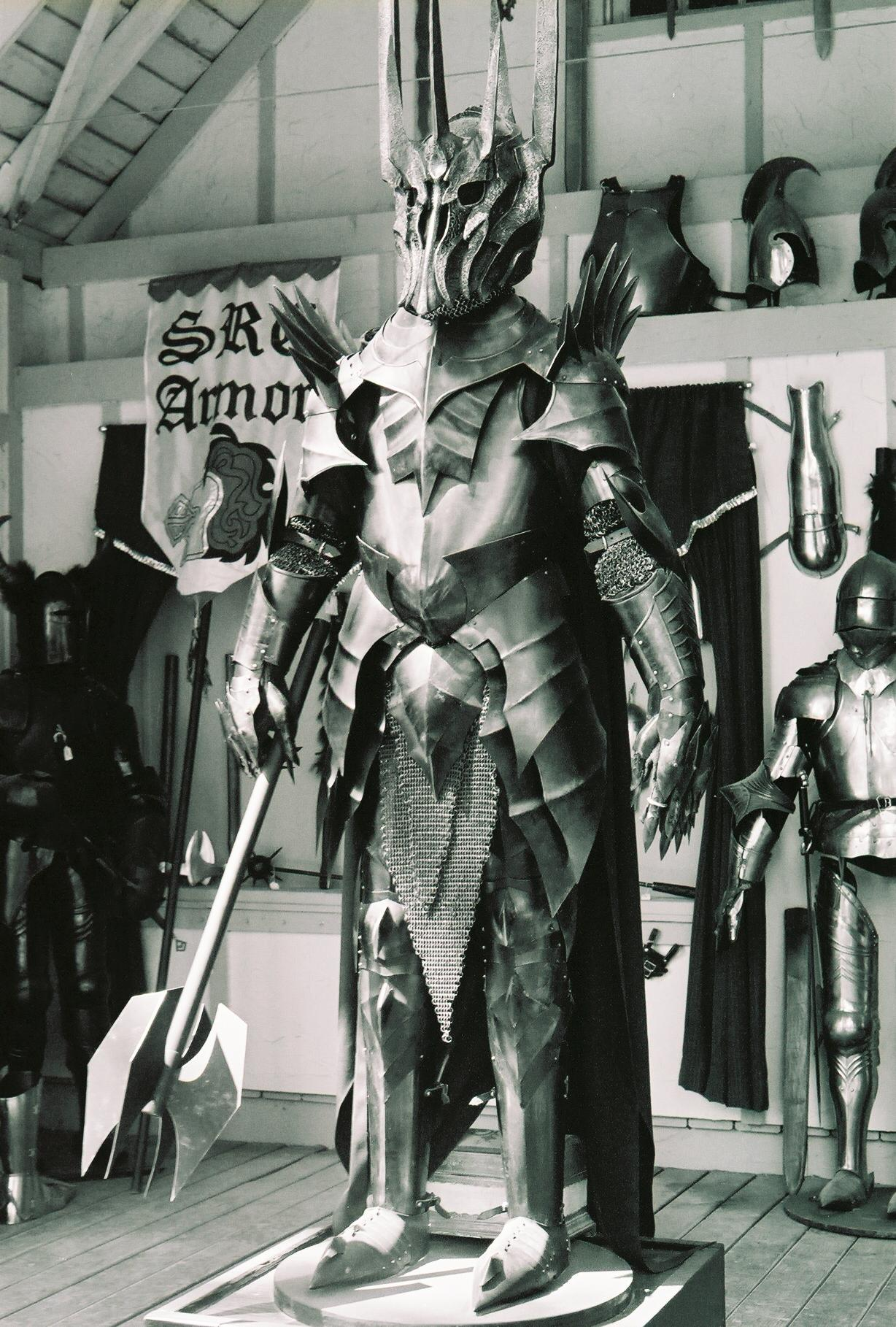
مجسمه ای از ارباب تاریکی از فیلم ارباب حلقه ها. در نمایشگاه رنسانس در سال 2005.

داستان قسمت سوم با یک فلش بک از گذشته اسمیگل شروع میشود. زمانی که حلقه توسط پسر عمویش در کف رودخانه پیدا میشود و او که مجذوب حلقه شده برای به دست آوردنش، پسر عموی خود را میکشد. حلقه ذهن و روح او را فاسد میکند و به او عمری طولانی میدهد ولی جسم او به طور ناخوشایندی تغییر حالت پیدا میکند و او به گالوم تبدیل میشود.
فرودو و سم با هدایت گالوم در بیابان داگورلد به سمت کوه نابودی میروند و این در حالی است که حلقه به گردن فرودو آویزان است و سنگینی حاصل از مسئولیتی را که روی دوشش گذاشته‌ است را احساس می‌کند.
اِنتها از برج آیزنگارد محافظت می‌کنند و مری و پپین هم در حال خوش گذراندن هستند که گندالف و همراهانش به آنجا میرسند. در حالی که سارومان به همراه گریما در برج خود گیر افتاده است. پس از یک مشاجره سارومان از دست گریما خشمگین شده و گریما با زدن خنجری به پشتش، او را به پایین برج پرت میکند و او به طرز فجیعی کشته میشود و گریما هم توسط لگولاس کشته میشود. در این بین پپین گوی جادویی را پیدا میکند که گندالف بلافاصله گوی را از او میگیرد. 
آنها به سمت ادوراس بازمی‌گردند تا پیروزی خود را جشن بگیرند. پپین از سر کنجکاوی گوی را در دستانش میگیرد که باعث میشود با سائورن ارتباط برقرار کند، اما پس از آن از حال میرود. گاندالف از صحبت های پپین در میابد که دشمن قصد دارد به پایتخت گاندور حمله کند. او با پیپین به آنجا میتازد تا به دنه تور مباشر فاسد گاندور هشدار دهد. اما دنه تور به حرف های او اهمیت نمیدهد و گاندور که از او قطع امید میکند به پپین دستور میدهد که مخفیانه آتش درخواست کمک را روشن کند و این درخواست به روهان می‌رسد. 
فرودو و سم به سفر خود به سمت موردور ادامه می دهند، غافل از اینکه گولوم، قصد دارد به آنها خیانت کند و حلقه را برای خود بگیرد. این سه نفر شاهدند که پادشاه جادوگر آنگمار، با ارتش اورک ها به سمت گاندور حرکت می کند. گالوم ذهن فرودو را نسبت به سم برای خوردن مواد غذایی و آرزوی به دست آوردن حلقه خراب کرده و فرودو فریب خورده و به سم دستور می دهد که به خانه برگردد. 
در حالی که پادشاه تئودن ارتش خود را جمع می کند، لرد الروند به آنجا میرود تا با آراگورن صحبت کند. او میگوید که آرون در حال مرگ است، زیرا از ترک سرزمین میانه خودداری میکند. الروند به آراگورن شمشیر اندوریل که بازسازی شده را می دهد و از او می خواهد که تاج و تخت گاندور را که او وارث آن است، نجات دهد و در این راه از ارتش مردگان کمک بگیرد. آراگورن ائووین را از عشق خود نا امید کرده و ناخواسته  لگولاس و گیملی او را همراهی میکنند. آنها به سمت کوه مردگانی میروند که توسط ارواحی خائن و نفرین شده محافظت میشود. آراگورن به آنها پیشنهاد میدهد که همراه آنها بجنگند و شرافتشان را پس بگیرند. 
گالوم فرودو را فریب می دهد تا به تنهایی وارد لانه عنکبوت غول پیکر شلوب شود. فرودو به سختی می گریزد و با گالوم روبرو می شود که پس از درگیری گالوم را به یک شکاف دره پرت می کند. شلوب فرودو را پیدا کرده و نیشش را در بدن او فرو کرده و او را فلج می‌کند و می‌بندد، اما توسط سم که بازگشته زخمی می‌شود و فرار می‌کند. سم گمان میکند که فرودو مرده و برای او عزادار می شود و حلقه را می گیرد تا خودش کار را به پایان برساند، اما وقتی اورک ها فرودو را به اسارت می گیرند، سم متوجه اشتباه خود می شود. او موفق می شود فرودو را در موردور نجات دهد و آن دو به سمت کوه راه خود را ادامه می دهند. 
جنگ گاندور با اورک ها آغاز میشود. دنه تور پسر کوچکترش، فارامیر را برای باز پس گیری رودخانه به سمت اورک ها می فرستد. فارامیر به شدت مجروح برمی گردد. به خیال کشته شدن او، دنه تور به جنون می رسد. گندالف مدافعان قلعه را فرماندهی می کند، اما ارتش عظیم اورک ها به شهر نفوذ می کند. دنه تور تلاش می کند تا خود و فارامیر را در آتش بسوزاند، اما پیپین به گندالف هشدار می دهد و آنها فارامیر را نجات می دهند. دنه تور که به آتش کشیده شده است خود را به پایین برج پرت کرده و می میرد. 
پادشاه تئودن به همراه یارانش از راه می رسد و ارتش خود را علیه اورک ها رهبری می کند. علیرغم موفقیت اولیه در نبرد ، آنها توسط سواران سیاه شکست میخورند و پادشاه جادوگر آنگمار تئودن را مجروح می کند. با این حال، ائوین که خود را مخفیانه به ارتش رسانده قبل از اینکه آنگمار تئودن را بکشد، با کمک مری، پادشاه جادوگر را می‌کشد، اما تئودن از شدت جراحات میمیرد. 
آراگورن با ارتش مردگانش از راه میرسد و بر نیروهای سائورون غلبه می کند. پس از پیروزی او به عهد خود وفا کرده و مردگان را از نفرین خود رهایی میدهد. 
آراگورن تصمیم می گیرد به موردور لشکرکشی کند تا حواس سائورون را از سفر فرودو و سم به کوه نابودی منحرف کند. آنها پشت دروازه سیاه لشکر کشی کرده و تمام نیروهای باقیمانده سائورون برای مقابله با آراگورن به صف میشوند در این بین هابیت ها اجازه پیدا میکنند به طرف کوه نابودی بروند. گالوم که از سقوط جان سالم به در برده بود، به آنها حمله می کند، اما سم او را مجروح کرده و فرودو فرصت میابد وارد کوه شود. اما او تسلیم قدرت حلقه می شود و حاضر نیست آنرا به درون آتش بیندازد و آن را درون انگشت خود می گذارد. گالوم از پشت سنگی بر سر سم زده و او را بیهوش میکند و انگشت فرودو را گاز می گیرد و حلقه را از او می گیرد، که منجر به درگیری بین آنها میشود و هر دو از روی صخره به پایین پرت میشوند. فرودو به صخره می‌چسبد و سم او را بالا می‌کشد، در حالی که گولوم با حلقه به درون گدازه می‌افتد و آنها از بین می‌روند و یک بار برای همیشه سائورون شکست می‌خورد. برج موردور فرو می ریزد و ارتش اورک ها نابود می شوند. فرودو و سم به سختی از فوران کوه آتش فرار می کنند و توسط گندالف با کمک عقاب ها نجات می یابند.   
یاران بازمانده با خوشحالی دوباره در پایتخت گاندور گرد هم می آیند. آراگورن به عنوان پادشاه گاندور تاج گذاری می کند و با آرون ازدواج می کند. آنها و همه حاضران در مقابل هابیت ها تعظیم می کنند. هابیت ها به خانه در شایر باز می گردند، جایی که سم با رزی کاتن ازدواج می کند. چهار سال بعد، فرودو، که هنوز از تروما و درد زخم ناشی از پادشاه جادوگر رنج می‌برد، به همراه عمویش بیلبو، گندالف و الف‌ها، سرزمین میانه را به مقصد سرزمین‌ والار ها ترک می‌کنند. او کتابش را به سم  میدهد که ماجراهای آن‌ها را پایان دهد. سم با ناراحتی از رفتن دوستش به خانه برمی گردد و همسر و فرزندانش او را دلداری می دهند.   

## بازیگران
| بازیگر        | نقش                  |
| ------------- | -------------------- |
| الیجا وود     | فرودو بگینز          |
| ایان مک‌کلن    | گندالف               |
| ویگو مورتنسن  | آراگورن              |
| اندی سرکیس    | گالوم                |
| شان آستین     | سموایز گمجی          |
| اورلاندو بلوم | لگولاس               |
| جان ریس-دیویس | گیملی                |
| بیلی بوید     | پرگرین توک           |
| دامینیک مانهن | مریادوک برندی‌باک     |
| هوگو ویوینگ   | الروند               |
| کیت بلانشت    | گالادریل             |
| لیو تایلر     | آرون                 |
| برنارد هیل    | تئودن                |
| میراندا اتو   | ائووین               |
| دیوید ونهام   | فارامیر              |
| لورنس مکور    | پادشاه جادوگر آنگمار |
| شان بین       | بورومیر              |
| کریستوفر لی   | سارومان              |
| ایان هولم     | بیلبو بگینز          |
| جان نوبل      | دنه‌تور               |

## جوایز
این فیلم در هفتاد و ششمین دوره جوایز اسکار در ۱۱ رشته نامزد گردید که توانست همه آن‌ها را برنده شود.
بازگشت پادشاه همچنین یکی از سه فیلمی (بن هور، تایتانیک، ارباب حلقه‌ها: بازگشت پادشاه) است که یازده اسکار برده‌است. این فیلم همچنین در جایزهٔ گلدن‌گلوب از ۴ نامزدی ۴ جایزه کسب کرد. در بفتا نیز توانست از مجموع ۱۲ نامزدی ۴ جایزه را به‌دست‌آورد.

### جوایز اسکار
| بخش                                  | دریافت کنندگان                                      | نتیجه |
| ------------------------------------ | --------------------------------------------------- | ----- |
| جایزه اسکار بهترین فیلم              | پیتر جکسون، باری ام ازبرن و فرن والش                | برنده |
| جایزه اسکار بهترین کارگردانی         | پیتر جکسون                                          | برنده |
| جایزه اسکار بهترین فیلم نامه اقتباسی | پیتر جکسون، فرن والش، فیلیپا بوینس                  | برنده |
| جایزه اسکار بهترین موسیقی فیلم       | هاوارد شور                                          | برنده |
| جایزه اسکار بهترین ترانه             | هاوارد شور، فرن والش، انی لنکس برای آهنگ به سوی غرب | برنده |
| جایزه اسکار بهترین میکس صدا          | کریستوفر بویز، مایکل سمانیک                         | برنده |
| جایزه اسکار بهترین طراحی صحنه        | گرنت ماژور و الن لی                                 | برنده |
| جایزه اسکار بهترین گریم و آرایش مو   | ریچارد تیلر، پیتر کینگ                              | برنده |
| جایزه اسکار بهترین طراحی لباس        | نگیلا دیکسون، ریچارد تیلر                           | برنده |
| جایزه اسکار بهترین تدوین             | جیمی سلکرک                                          | برنده |
| جایزه اسکار بهترین جلوه‌های تصویری    | جیم ریگیل، جو لتری، رندال ویلیام کوک و الکس فانک    | برنده |

### جوایز گلدن گلوب
| بخش                                     | نامزد                               | نتیجه |
| --------------------------------------- | ----------------------------------- | ----- |
| جایزه گلدن گلوب بهترین فیلم درام        | پیتر جکسون، فرن والش، باری ام ازبرن | برنده |
| جایزه گلدن گلوب بهترین کارگردانی        | پیتر جکسون                          | برنده |
| جایزه گلدن گلوب بهترین موسیقی           | هاوارد شور                          | برنده |
| جایزه گلدن گلوب بهترین ترانه غیراقتباسی | انی لنکس و هاوارد شور و فرن والش    | برنده |

### جوایز بفتا
| بخش                                    | دریافت کننده گان                                 | نتیجه    |
| -------------------------------------- | ------------------------------------------------ | -------- |
| جایزه بفتای بهترین فیلم                | پیتر جکسون، فرن والش، باری ام ازبرن              | برنده    |
| جایزه بفتای بهترین کارگردانی           | پیتر جکسون                                       | نامزدشده |
| جایزه بفتای بهترین فیلم نامه اقتباسی   | پیتر جکسون، فرن والش، فیلیپا بوینس               | برنده    |
| جایزه بفتای بهترین بازیگر نقش مکمل مرد | ایان مک کلن                                      | نامزدشده |
| جایزه بفتای بهترین طراحی لباس          | نگیلا دیکسون، ریچارد تیلر                        | نامزدشده |
| جایزه بفتای بهترین فیلم‌برداری          | اندرو لزنی                                       | برنده    |
| جایزه بفتای بهترین تدوین               | جیمی سلکرک                                       | نامزدشده |
| جایزه بفتای بهترین موسیقی فیلم         | هاوارد شور                                       | نامزدشده |
| جایزه بفتای بهترین گریم و آرایش مو     | ریچارد تیلر، پیتر کینگ، پیتر اون                 | نامزدشده |
| جایزه بفتای بهترین طراحی صحنه          | گرنت ماجور                                       | نامزدشده |
| جایزه بفتای بهترین صداگذاری            | کریستوفر بویز، مایکل سمانیک                      | نامزدشده |
| جایزه بفتای بهترین جلوه‌های ویژه        | جو لتری، الکس فانک، جیم ریگیل و رندال ویلیام کوک | برنده    |